# 尼皮贡湖
尼皮贡湖（英語：Lake Nipigon）也称尼匹岡湖，位于加拿大安大略省中西部，桑德贝东北130公里。湖泊长110公里，宽80公里，面积4848平方公里。最深深度165米。湖名在当地印第安语中意为“深的、干净的湖泊”。湖岸线曲折，多岛屿和湖湾。湖水经由尼皮贡河向南注入苏必利尔湖的尼皮贡湾。